# آتیلیو فرراریس
آتیلیو فرراریس (به ایتالیایی: Attilio Ferraris) بازیکن فوتبال و اهل ایتالیا است 

## تیم ملی
از سال ۱۹۲۶ میلادی عضو تیم ملی فوتبال ایتالیا بوده و در ۲۸ بازی ملی حضور داشته‌است. او در بازی‌های ملی‌اش گلی به ثمر نرساند.
آتیلیو فرراریس آخرین بازی ملی خود را در سال ۱۹۳۵ میلادی انجام داد.